# Будаэрш
Бу́даэрш (венг. Budaörs) — город в центральной части Венгрии, в медье Пешт в пригороде Будапешта. Население — 27 655 человек (2008).

## Расположение
Будаэрш расположен среди Будайских холмов на возвышенности Тетень. Город находится в непосредственной близости от столицы Венгрии, к западу от XI района Будапешта. Рядом с городом проходит скоростная магистраль М7, которая ведёт в южную часть Венгрии, по направлению к озеру Балатон.

## История

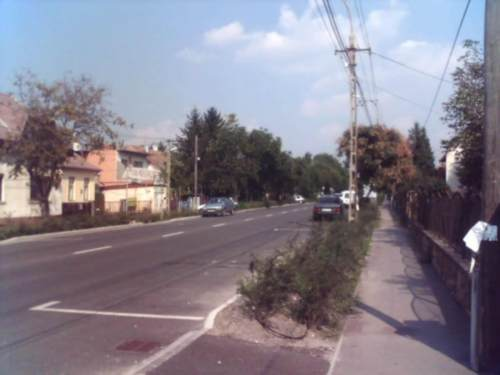
Центральная улица Будаэрша (2005)

Первые поселения на современной территории города относят к 3500 году до нашей эры. Раскопки неподалёку от притока реки Хосурет обнаружили предметы бронзового века (1900—800 д.н. э.). До римлян, в течение около 100 лет, территорию заселяло кельтское племя.

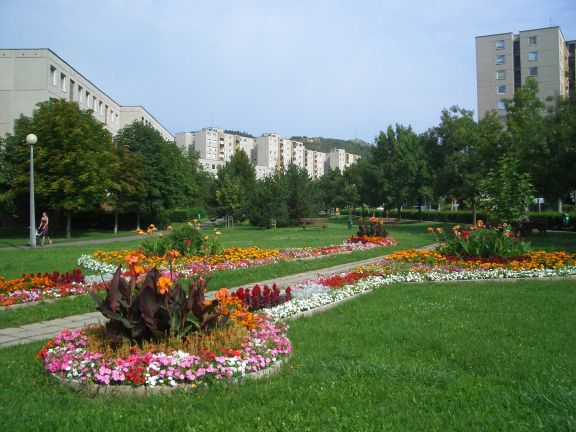
Жилой квартал Будаэрша (2006)

Первое упоминание о Будаэрше в летописях относится к 1236 году, когда венгерский король Бела IV преподнёс в дар цистерцианцам церковь и часовню Святого Мартина. Во время турецкой оккупации Венгрии, в период Османского правления, территория была не заселена вплоть до начала XVIII века, когда графиня Жужанна Берчени отдала приказ о заселении территории швабскими крестьянами.
С этого момента город начал развиваться стремительными темпами. Если в конце XVIII века население насчитывало 1143 человека, то через 40 лет эта цифра утроилась.
Большая часть города была разрушена во время Второй мировой войны. После войны новое коммунистическое правительство Будаэрша стало вытеснять этнических немцев, живших на территории города.

## Население
| Год  | Численность | Численность |
| ---- | ----------- | ----------- |
| 2013 | 27 306      | [ 3 ]       |
| 2014 | 27 655      | [ 4 ]       |
| 2015 | 28 045      | [ 5 ]       |
| 2021 | 29 018      | [ 6 ]       |
| 2022 | 29 024      | [ 7 ]       |
| 2023 | 29 397      | [ 8 ]       |
| 2024 | 29 398      | [ 1 ]       |

В городе проживает большое количество немцев и германоговорящих венгров, которые называют город по-своему — Wudersch (Вудерш). Также в городе проживает хорватское нацменьшинство, среди которого принято называть город по-своему — Jerša, Erša и Vundeš.

## Транспорт
Расположенный в городе одноимённый аэропорт был единственным международным аэропортом Венгрии вплоть до открытия в 1950 году аэропорта Ферихедь. В настоящее время аэропорт Будаэрш обслуживает авиацию общего назначения.

## Спорт

### Футбол
В городе базируется футбольная команда Budaörs SC, в сезоне 2008/09 выступающая в западном дивизионе второй национальной лиги Венгрии (NB II — Nyugati csoport). Команда основана в 1924 году.

### Футзал
Городская команда по футзалу (мини-футбол) является трёхкратным чемпионом Венгрии (1998, 2000, 2005), пятикратным обладателем Кубка Венгрии (1995, 1999, 2000, 2005, 2008) и обладателем Суперкубка Венгрии 2005.

### Баскетбол
Городская баскетбольная команда Budaörsi DSE в сезоне 2008/09 выступает в региональном чемпионате центральной части Венгрии по баскетболу (Közép-Magyarországi regionális bajnokságok).

## Города-побратимы
- Nová Vieska[вд], Словакия (1997)[9]
- Бретцфельд, Германия (1989)[9]
- Канижа, Сербия (1999)[9]
- Пиргос, Греция (1997)[9]
- Пула, Хорватия (2008)[9]